# Da Romano
Les da Romano (dits aussi Ezzelini ou Ecelini) sont une importante famille médiévale de la Vénétie.

## Histoire
Les « da Romano » sont une famille féodale de la Marche trévisane et de la Marche de Vérone, dont la fortune a commencé avec Ecelo (1026-1036) un chevalier franc, qui avait reçu de Conrad II comme fiefs les châteaux de Onara (Padoue) et Romano (Vicence). Il a pris le qualificatif de « da Romano » après la destruction d'Onara (1198). Puissant par la forte position de ses châteaux, il se mêla aux luttes des villes de la Vénétie, militant parfois  parmi les Guelfes et parfois parmi les Gibelins. Parmi ses membres les plus célèbres : Ezzelino II, qui a mis fin à sa vie aventureuse en devenant moine (1221) ; sa fille Cunizza, citée par Dante dans la Divine Comédie (Chant IX du Paradis), et son fils Alberico maître de Trévise successivement adversaire ou allié de son frère Ezzelino III ; il est mis à mort avec sa famille en 1260.